# Josefa Joaquina Sánchez
Josefa Joaquina Sánchez Bastidas (La Guaira, 18 de octubre de 1765 - Cumaná, 1813) fue una mujer venezolana que participó en la Conspiración de Gual y España organizada por su esposo, el militar venezolano José María España. Es recordada primordialmente por haber promocionado la conspiración y por la confección de la bandera del movimiento revolucionario, lo cual le ha llevado a ser considerada como la «bordadora de la primera bandera de Venezuela».

## Biografía

Bandera usada durante la conspiración de Gual y España

Josefa Joaquina Sánchez nació el 18 de octubre de 1765 en el puerto de La Guaira, Venezuela, hija de Joaquín Sánchez y Juana Bastidas. 
El 27 de julio de 1783 contrajo matrimonio con el militar venezolano José María España, con quien tuvo hasta nueve hijos la cual uno de ellos murió mientras estuvo en prisión . Junto a su esposo, se involucró en la Conspiración de Gual y España que tenía como propósito levantar a la población venezolana en armas para liberarse del yugo español. Sánchez fue la encargada de copiar los documentos del movimiento revolucionario y de confeccionar las banderas que usarían los revolucionarios. Debido a ello, se le considera como la «bordadora de la primera bandera de Venezuela».
El 8 de mayo de 1799, su esposo fue asesinado por las autoridades españolas quienes colgaron su cadáver como señal de advertencia para los demás conspiradores. Días antes, Sánchez había sido interrogada por oficiales venezolanos respecto a España, luego de que un esclavo negro llamado Rafael España los Delatara.
Tras la muerte de su esposo, es arrestada y trasladada a Caracas, donde meses después recibe su sentencia carcelaria con una duración de ocho años, la cual habría de cumplir en la Casa Hospicio de Caracas. Sin embargo, en 1808, al término de su sentencia, es desterrada de Cumaná junto con sus hijos. Una vez que inicia el proceso de Independencia de Venezuela, regresó a Venezuela y solicitó una pensión al gobierno. De paso, murió en 1813.